# والنبورن
والنبورن (به آلمانی: Wallenborn) یک شهر در آلمان است که در فولکانایفل واقع شده‌است. والنبورن ۴۷۸ نفر جمعیت دارد.